# Erica flacca
Erica flacca är en ljungväxtart som beskrevs av Ernst Meyer och George Bentham. Erica flacca ingår i släktet klockljungssläktet, och familjen ljungväxter. Inga underarter finns listade i Catalogue of Life.